# Oostende (Zeeland)
Oostende of Ostende is een voormalig dorp in de Nederlandse provincie Zeeland. Het dorp lag enigszins noordoostelijk van het huidige Hoedekenskerke op het toenmalige eiland Baarland. In 1520-1521 is Oostende buitengedijkt, waarna het in 1524 in de Schelde verdween.
Het kasteel van Oostende zal in de 13e eeuw zijn gebouwd. Net als het dorp verdween ook het kasteel in de Westerschelde.

## Trivia
- Voormalig slot Ostende in Goes is vernoemd naar Jan van Ostende, heer van het dorp Oostende, die dat slot in de 16e eeuw bezat.